# Xanthaciura
Xanthaciura es un género de moscas de la fruta, familia Tephritidae con 17 especies descritas. Se encuentran en el nuevo mundo, la mayoría son neotropicales.

## Especies
- Xanthaciura aczeli Foote, 1982 i c g
- Xanthaciura biocellata (Thomson, 1869) i c g
- Xanthaciura bipuncta (Aczel, 1953) i c g
- Xanthaciura chrysura (Thomson, 1869) i c g
- Xanthaciura connexionis Benjamin, 1934 i c g
- Xanthaciura excelsa Aczel, 1950 i c g
- Xanthaciura flavicauda Aczel, 1952 i c g
- Xanthaciura insecta (Loew, 1862) i c g b
- Xanthaciura major Malloch, 1934 i c g
- Xanthaciura mallochi Aczel, 1950 i c g
- Xanthaciura phoenicura (Loew, 1873) i c g
- Xanthaciura quadrisetosa (Hendel, 1914) i c g
- Xanthaciura speciosa Hendel, 1914 i c g
- Xanthaciura stonei Aczel, 1952 i c g
- Xanthaciura tetraspina (Phillips, 1923) i c g b
- Xanthaciura thetis Hendel, 1914 i c g
- Xanthaciura unipuncta Malloch, 1933 i c g

Fuentes: i = ITIS, c = Catalogue of Life, g = GBIF, b = Bugguide.net